# Stana Stopar
Stana Stopar, slovenska političarka, * 11. november 1943.
Stanislava Stopar je bila kot poslanka Liberalne Demokracije Slovenije članica drugega mandata in tretjega mandata Državnega zbora Republike Slovenije (1996–2000 in 2000–2004).